# Vigilantibus non dormientibus iura succurrunt
Vigilantibus non dormientibus iura succurrunt es una locución latina que traducida literalmente significa el derecho socorre a los que vigilan, no a los que duermen.
Significa que para ver efectivamente y eficazmente tutelado el propio derecho no es suficiente tener la ley de la propia parte: también es necesario que el interesado se defienda activamente.
El principio expreso del brocardo (el primado de la iniciativa de parte en la tutela del propio derecho) está en la base de la democracia liberal, y asume particular relevancia en ordenamientos jurídicos de ahí derivados, principalmente en el Derecho procesal civil).
- Datos: Q619550